# Novo Machado
Novo Machado é um município brasileiro localizado na região noroeste do estado do Rio Grande do Sul.